# Lambafell (berg i Island, Suðurland, lat 64,30, long -19,49)
Lambafell är ett berg i republiken Island. Det ligger i regionen Suðurland, 120 km öster om huvudstaden Reykjavík. Toppen på Lambafell är 714 meter över havet, eller 133 meter över den omgivande terrängen. Bredden vid basen är 3,6 km.
Trakten runt Lambafell är nära nog obefolkad, med mindre än två invånare per kvadratkilometer. Det finns inga samhällen i närheten. Trakten runt Lambafell består i huvudsak av gräsmarker.